# Верхній Ясенів (гміна)
Ґміна Ясєнюв Ґурни — адміністративна субодиниця Косівського повіту Станіславського воєводства. Утворена 1 серпня 1934 року згідно з розпорядженням Міністерства внутрішніх справ РП від 21 липня 1934 за підписом міністра Мар'яна Зиндрама-Косьцялковського під час адміністративної реформи. Село Верхній Ясенів стало центром сільської ґміни Ясєнюв Ґурни. Ґміна утворена з попередніх самоврядних сільських гмін Бервінкова, Хороцова, Долгополє, Голови, Ясєнюв Ґурни, Красноіля, Кшиворувня, Перехрестне, Стебне, Усцєрикі.
У 1934 р. територія ґміни становила 133,07 км². Населення ґміни станом на 1931 рік становило 11 295 осіб. Налічувалось 2 634 житлові будинки.
Ґміна ліквідована в 1940 р. у зв’язку з утворенням району.